# Monika Pyrek
Monika Zofia Pyrek-Rokita (ur. 11 sierpnia 1980 w Gdyni) – polska lekkoatletka specjalizująca się w skoku o tyczce. Honorowa Ambasadorka Szczecina
W ciągu kariery 68-krotnie poprawiała rekord Polski. Olimpijka z Sydney (2000), Aten (2004), Pekinu (2008) i Londynu (2012). Trzykrotna medalistka mistrzostw świata oraz wicemistrzyni Starego Kontynentu z 2006. Reprezentantka kraju w pucharze Europy i drużynowych mistrzostwach Europy. Pięciokrotnie laureatka Złotych Kolców dla najlepszej polskiej lekkoatletki sezonu (2001, 2003, 2005, 2006 oraz 2008), dwukrotna laureatka Plebiscytu „Przeglądu Sportowego” (2001 i 2005) i wielokrotna zwyciężczyni plebiscytu „Kuriera Szczecińskiego” na najlepszego sportowca województwa zachodniopomorskiego. W 2009 odznaczona Krzyżem Kawalerskim Orderu Odrodzenia Polski (2009) i tytułem Zasłużony dla miasta Szczecina. W 2023r. została Honorowym Obywatelem miasta Polanicy Zdrój. 
W latach 2006–2014 członkini Komisji Zawodniczej EAA, w latach 2006–2013 członkini komisji zawodniczej PKOL, w latach 2009–2013 przewodnicząca komisji zawodniczej PKOL i członkini zarządu PKOL. W latach 2011–2015 członek Komisji Zawodniczej IAAF. W latach 2016–2020 członkini Społecznej Rady Sportu przy Ministrze Sportu oraz od 2016 roku członek Rady oraz od 2019 Komitetu Zawodniczego Polskiej Agencji Antydopingowej. Na swoje piąte Igrzyska Olimpijskie (Rio de Janeiro 2016) pojechała jako kandydatka do Komisji Zawodniczej MKOL.
Na początku 2013 ogłosiła zakończenie kariery sportowej. Po zakończeniu kariery sportowej założyła Fundację Moniki Pyrek realizującą projekty dla dzieci i młodzieży upowszechniający sport przez zabawę m.in. Monika Pyrek Camp, Alternatywne Lekcje WF, E-platforma, Monika Pyrek Tour oraz konferencje dotyczące dwutorowej kariery sportowej „Siła Sportu – uporządkuj, zaplanuj, zadbaj o swoją przyszłość”. W 2017 utworzyła Fundusz Stypendialny „Skok w marzenia” dla młodych sportowców.

## Młodość
Jest córką Zbigniewa Pyrka i Bożeny Kuźlik. Jej matka była księgową, a ojciec – marynarzem floty handlowej. Ma starszego brata.
Absolwentka IX Liceum Ogólnokształcącego im. Marszałka Józefa Piłsudskiego w Gdyni, Akademii Wychowania Fizycznego i Sportu im. Jędrzeja Śniadeckiego w Gdańsku oraz Wydziału Prawa i Administracji Uniwersytetu Gdańskiego.

## Kariera sportowa

### Początki
W szkole podstawowej grała w koszykówkę. Lekkoatletykę zaczęła uprawiać w 1994 w Bałtyku Gdynia. Jej pierwszym trenerem była Bogusława Klimaszewska, a konkurencjami – skok wzwyż i wielobój. W 1995 jej trenerem został Edward Szymczak i dzięki niemu rozpoczęła starty w skoku o tyczce, w powstałym po likwidacji sekcji lekkoatletycznej w Bałtyku Klubie Lekkoatletycznym Gdynia (KL Gdynia). W 1996 osiągnęła już wynik 3,60 (85 na świecie) W 1997 wystąpiła w reprezentacji Polski na mistrzostwach Europy juniorów, podczas których uplasowała na 10. miejscu wyrównując swój – osiągnięty w eliminacjach tych zawodów – rekord Polski wynikiem 3,80. W 1998 zadebiutowała w pucharze Europy wygrywając zawody w Malmö i dwukrotnie w czasie konkursu poprawiając własny rekord kraju. Dwa miesiące później została we Francji wicemistrzynią świata juniorek poprawiając w czasie zawodów rekord Polski aż pięciokrotnie. W gronie seniorek zajęła na mistrzostwach Europy w Budapeszcie siódmą lokatę czterokrotnie poprawiając własny rekord kraju. 17 września ponownie uzyskała wynik lepszy od rekordy Polski, ale już kilka dni później rekordową wysokość odebrała jej Anna Wielgus, skacząc 3,84. W debiucie na halowych mistrzostwach świata w 1999 była jedenasta. Zajęła 4. miejsce na mistrzostwach Europy juniorów w 1999.

### 2000–2004
Sezon 2000 zaczęła od odpadnięcia w eliminacjach halowych mistrzostw Europy, w których debiutowała. Po zwycięstwie w zawodach I ligi pucharu Europy wygrała mistrzostwa Polski, a następnie zajęła siódme miejsce w finale igrzysk olimpijskich w Sydney.
1 lipca 2001 zdobyła kolejny złoty medal mistrzostw Polski ustanawiając, wynikiem 4,61 m, nowy rekord Europy. Podczas młodzieżowych mistrzostw Europy w Amsterdamie osiągnęła wynik 4,40 i została złotą medalistką tej imprezy. Trzy dni po tym sukcesie z rezultatem 4,57 zajęła trzecie miejsce w mityngu DN Galan. Po tych sukcesach wygrała w Ottawie igrzyska frankofońskie, których Polska była gościem. Na rozegranych w Edmonton mistrzostwach świata zdobyła pierwszy w karierze medal ogólnoświatowej imprezy seniorskiej – z wynikiem 4,55 była trzecia, przegrywając jedynie ze Stacy Dragilą (złoto) i Swietłaną Fieofanową (srebro). Zdobywając medal, była wówczas najmłodszą medalistką mistrzostw świata w skoku o tyczce (miała wtedy niespełna 21 lat). Na koniec sezonu była jeszcze czwarta w igrzyskach dobrej woli oraz finale Grand Prix. Po sezonie rozstała się ze swoim trenerem Edwardem Szymczakiem, a jej nowym szkoleniowcem został Wiaczesław Kaliniczenko.
W 2002 na arenie międzynarodowej pojawiła się jej największa krajowa konkurentka Anna Rogowska. W marcu obie reprezentowały Polskę na halowych mistrzostwach Europy – Pyrek zdobyła tam brązowy medal, a Rogowska odpadła w eliminacjach. Latem w Monachium podczas czempionatu Starego Kontynentu Pyrek nie awansowała do finału, a Rogowska uplasowała się w nim na siódmym miejscu. Po niepowodzeniach na mistrzostwach na zawodach w Londynie tyczkarka ustanowiła ponownie rekord Polski, pokonując poprzeczkę zawieszoną na wysokości 4,62.
Na początku 2003 zdobyła pierwszy w karierze medal – brązowy – halowych mistrzostw świata. Po zwycięstwie w zawodach I ligi pucharu Europy w Finlandii zajęła w Paryżu czwarte miejsce na mistrzostwach świata po zaliczeniu w pierwszych próbach wysokości 4,25, 4,35 i 4,45 w trzecim podejściu uzyskała 4,55, a na wysokości 4,60 strąciła poprzeczkę trzykrotnie odpadając z walki o medale.
W sezonie olimpijskim 2004 najpierw była piąta w halowych mistrzostwach świata, a następnie uplasowała się na drugim miejscu w zawodach superligi pucharu Europy w Bydgoszczy. 4 lipca straciła na rzecz Rogowskiej rekord kraju. Podczas finału igrzysk olimpijskich po zaliczeniu w pierwszych próbach wysokości 4,20, 4,40 oraz 4,45 w konkursie, oprócz Pyrek, pozostały dwie Rosjanki i Rogowska. Pyrek strąciła trzy próby na wysokości 4,65 i odpadła z rywalizacji zajmując ostatecznie czwarte miejsce. 3 września w Brukseli skoczyła 4,72 m, poprawiając rekord Polski, który przetrwał do maja 2005.

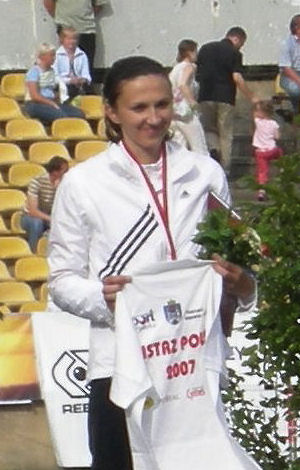
Pyrek podczas mistrzostw Polski seniorów w Poznaniu (2007)

### 2005–2010
Po igrzyskach w Atenach w marcu 2005 zdobyła brązowy medal halowych mistrzostw Europy przegrywając srebro z koleżanką z reprezentacji Anną Rogowską. W lipcu skończyła studia na Uniwersytecie Gdańskim. W sezonie letnim zdobyła swój drugi medal mistrzostw świata – w Helsinkach została wicemistrzynią globu.
W 2006 uplasowała się na czwartym miejscu na halowych mistrzostwach świata i została wicemistrzynią Europy w lekkoatletyce. Na koniec sezonu zajęła piąte miejsce w pucharze świata. W 2007 na mistrzostwach świata w Osace z wynikiem 4,75 zajęła czwarte miejsce. 22 września podczas zawodów światowego finału lekkoatletycznego w Stuttgarcie skoczyła 4,82 m, ustanawiając życiowy rekord.
W 2008 zdobyła brązowy medal halowych mistrzostw świata w Walencji. Przed igrzyskami olimpijskimi wystąpiła gościnnie w nagraniu Marii Sadowskiej „Szybciej, wyżej, dalej”. W olimpijskim finale w Pekinie zajęła piąte miejsce z wynikiem 4,70 (wysokość tę zaliczyła w drugiej próbie) – wcześniej w pierwszych podejściach skakała na 4,45, 4,55 i 4,65, a 4,75 trzykrotnie strącała.
Nie uczestniczyła w marcu 2009 w halowych mistrzostwach Europy, za to w czerwcu wygrała rywalizację w zawodach superligi drużynowego czempionatu Starego Kontynentu, a wynikiem 4,70 m ustanowiła rekord imprezy. Na mistrzostwach świata po niezaliczeniu żadnej wysokości przez Jelenę Isinbajewą, zdobyła drugi w karierze srebrny medal globalnego czempionatu, przegrywając tylko z koleżanką z reprezentacji Anną Rogowską. W 2010 po nieudanych startach w mityngach zagranicznych (spowodowanych kontuzją stopy nogi odbijającej) i nieuzyskaniu, wymaganego przez Polski Związek Lekkiej Atletyki, minimum do zakwalifikowania się do reprezentacji na mistrzostwa Europy postanowiła zakończyć starty w tym sezonie.

### 2011–2012
Po ponad półrocznej przerwie wróciła do sportu w sezonie halowym 2011, uzyskując w swoim pierwszym starcie, na mityngu Samsung Pole Vault Stars w Doniecku, wynik 4,60 – rezultat ten jest lepszy od minimum PZLA do reprezentacji na halowe mistrzostwa Europy w Paryżu jednak tyczkarka zapowiedziała, że nie wystąpi w tych zawodach. Drugim i zarazem ostatnim występem Polski w sezonie halowym 2011 był start w halowym mityngu Pedro’s Cup w Bydgoszczy – Pyrek zajęła czwarte miejsce uzyskując wynik 4,40 m. Podczas mistrzostw świata w Daegu zajęła 10. miejsce (ex aequo z Anną Rogowską i Kristiną Gadschiew), zaliczając 4,55 m.
Sezon 2012 rozpoczęła od zajęcia siódmego miejsca z wynikiem 4,40 m podczas halowego mityngu Pedro’s Cup w Bydgoszczy. Letni sezon 2012 zainaugurowała 11 maja na mityngu Diamentowej Ligi w Ad-Dausze, jednak nie zaliczyła żadnej wysokości, mając trzy nieudane próby na wysokości 4,20 m. Podczas rozgrywanych w Nowym Jorku zawodów Diamentowej Ligi – Adidas Grand Prix – zaliczyła wysokość 4,50 m, uzyskując tym samym kwalifikację na start w czwartych w jej karierze igrzyskach olimpijskich. Podczas 30. IO w Londynie nie awansowała do finału skoku o tyczce kobiet, zaliczając wysokość 4,40 m w kwalifikacjach.

## Działalność pozasportowa
28 listopada 2010 w parze z Robertem Rowińskim zwyciężyła w finale 12. edycji programu rozrywkowego TVN Taniec z gwiazdami.
Po zakończeniu kariery sportowej na początku 2013 rozpoczęła pracę jako prezenterka w Radiu Szczecin, dla którego przez cztery lata prowadziła autorski program Potyczki Moniki Pyrek. (Zakończyła pracę z końcem 2016 roku)

## Życie prywatne
12 stycznia 2013 wyszła za starszego o 15 lat menedżera Norberta Rokitę, którego poznała w 2000 podczas Letnich Igrzysk Olimpijskich w Sydney. Mają dwóch synów: Grzegorza (ur. 2013) i Juliana (ur. 2017). Mieszkają na szczecińskim Pogodnie.

## Osiągnięcia

### Międzynarodowe

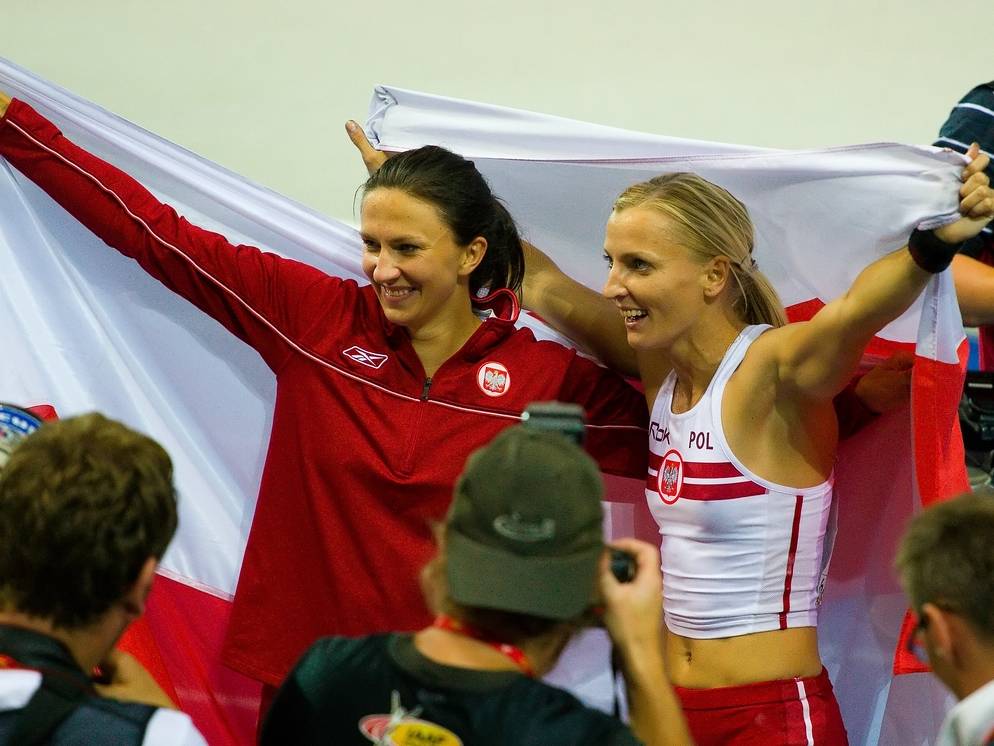
Monika Pyrek (z lewej) wraz z Anną Rogowską cieszą się po wywalczeniu medali mistrzostw świata w Berlinie (2009)

| Rok  | Zawody                                  | Miejsce      | Pozycja           | Wynik    | Źródła        |
| ---- | --------------------------------------- | ------------ | ----------------- | -------- | ------------- |
| 1997 | Mistrzostwa Europy juniorów             | Lublana      | 10. miejsce       | 3,80 =NR | [ 25 ] [ 26 ] |
| 1998 | I liga pucharu Europy                   | Malmö        | 1. miejsce        | 3,95 NR  | [ 25 ] [ 27 ] |
| 1998 | Mistrzostwa świata juniorów             | Annecy       | 2. miejsce        | 4,10 NR  | [ 25 ] [ 28 ] |
| 1998 | Mistrzostwa Europy                      | Budapeszt    | 7. miejsce        | 4,15 NR  | [ 2 ] [ 25 ]  |
| 1999 | Halowe mistrzostwa świata               | Maebashi     | 11. miejsce       | 4,20     | [ 2 ] [ 29 ]  |
| 1999 | Mistrzostwa Europy juniorów             | Ryga         | 4. miejsce        | 4,10     | [ 30 ]        |
| 2000 | Halowe mistrzostwa Europy               | Gandawa      | el. – 9. miejsce  | 4,20     | [ 2 ]         |
| 2000 | I liga pucharu Europy                   | Bydgoszcz    | 1. miejsce        | 4,30     | [ 27 ]        |
| 2000 | Igrzyska olimpijskie                    | Sydney       | 7. miejsce        | 4,40 NR  | [ 2 ] [ 25 ]  |
| 2001 | I liga pucharu Europy                   | Vaasa        | 1. miejsce        | 4,50 NR  | [ 25 ] [ 27 ] |
| 2001 | Młodzieżowe mistrzostwa Europy          | Amsterdam    | 1. miejsce        | 4,40     | [ 2 ] [ 35 ]  |
| 2001 | Igrzyska frankofońskie                  | Ottawa       | 1. miejsce        | 4,30 CR  | [ 37 ]        |
| 2001 | Mistrzostwa świata                      | Edmonton     | 3. miejsce        | 4,55     | [ 2 ]         |
| 2001 | Igrzyska Dobrej Woli                    | Brisbane     | 4. miejsce        | 4,35     | [ 2 ]         |
| 2001 | Finał Grand Prix IAAF                   | Melbourne    | 4. miejsce        | 4,20     | [ 2 ] [ 40 ]  |
| 2002 | Halowe mistrzostwa Europy               | Wiedeń       | 3. miejsce        | 4,60 NIR | [ 2 ]         |
| 2002 | Superliga pucharu Europy                | Annecy       | 4. miejsce        | 4,20     | [ 2 ]         |
| 2002 | Mistrzostwa Europy                      | Monachium    | el. – 13. miejsce | 4,30     | [ 2 ]         |
| 2003 | Halowy puchar Europy                    | Lipsk        | 3. miejsce        | 4,30     | [ 2 ]         |
| 2003 | Halowe mistrzostwa świata               | Birmingham   | 3. miejsce        | 4,45     | [ 2 ] [ 43 ]  |
| 2003 | I liga pucharu Europy                   | Lappeenranta | 1. miejsce        | 4,30     | [ 27 ]        |
| 2003 | Mistrzostwa świata                      | Paryż        | 4. miejsce        | 4,55     | [ 2 ]         |
| 2003 | Światowy finał lekkoatletyczny IAAF     | Monako       | 4. miejsce        | 4,50     | [ 2 ]         |
| 2004 | Halowe mistrzostwa świata               | Budapeszt    | 5. miejsce        | 4,50     | [ 2 ]         |
| 2004 | Superliga pucharu Europy                | Bydgoszcz    | 2. miejsce        | 4,40     | [ 2 ]         |
| 2004 | Igrzyska olimpijskie                    | Ateny        | 4. miejsce        | 4,55     | [ 2 ]         |
| 2004 | Światowy finał lekkoatletyczny IAAF     | Monako       | 5. miejsce        | 4,50     | [ 2 ]         |
| 2005 | Halowe mistrzostwa Europy               | Madryt       | 3. miejsce        | 4,70     | [ 2 ]         |
| 2005 | Mistrzostwa świata                      | Helsinki     | 2. miejsce        | 4,60     | [ 2 ]         |
| 2005 | Światowy finał lekkoatletyczny IAAF     | Monako       | 2. miejsce        | 4,62     | [ 2 ]         |
| 2006 | Halowe mistrzostwa świata               | Moskwa       | 4. miejsce        | 4,65     | [ 48 ]        |
| 2006 | Superliga pucharu Europy                | Malaga       | 1. miejsce        | 4,75 CR  | [ 48 ]        |
| 2006 | Mistrzostwa Europy                      | Göteborg     | 2. miejsce        | 4,65     | [ 48 ]        |
| 2006 | Światowy finał lekkoatletyczny IAAF     | Stuttgart    | 2. miejsce        | 4,65     | [ 48 ]        |
| 2006 | Puchar świata                           | Ateny        | 5. miejsce        | 4,30     | [ 48 ]        |
| 2007 | Superliga pucharu Europy                | Monachium    | 1. miejsce        | 4,65     | [ 2 ]         |
| 2007 | Mistrzostwa świata                      | Osaka        | 4. miejsce        | 4,75     | [ 2 ]         |
| 2007 | Światowy finał lekkoatletyczny IAAF     | Stuttgart    | 2. miejsce        | 4,82     | [ 2 ]         |
| 2008 | Halowe mistrzostwa świata               | Walencja     | 3. miejsce        | 4,70     | [ 2 ]         |
| 2008 | Igrzyska olimpijskie                    | Pekin        | 5. miejsce        | 4,70     | [ 2 ]         |
| 2008 | Światowy finał lekkoatletyczny          | Stuttgart    | 3. miejsce        | 4,70     | [ 2 ]         |
| 2009 | Superliga drużynowych mistrzostw Europy | Leiria       | 1. miejsce        | 4,70 CR  | [ 2 ]         |
| 2009 | Mistrzostwa świata                      | Berlin       | 2. miejsce        | 4,65     | [ 2 ]         |
| 2009 | Światowy finał lekkoatletyczny IAAF     | Saloniki     | 2. miejsce        | 4,60     | [ 2 ]         |
| 2011 | Mistrzostwa świata                      | Daegu        | 10. miejsce       | 4,55     | [ 60 ]        |
| 2012 | Mistrzostwa Europy                      | Helsinki     | el. – 13. miejsce | 4,35     | [ 69 ]        |
| 2012 | Igrzyska olimpijskie                    | Londyn       | el. – 15. miejsce | 4,40     | [ 70 ]        |

### Mistrzostwa Polski

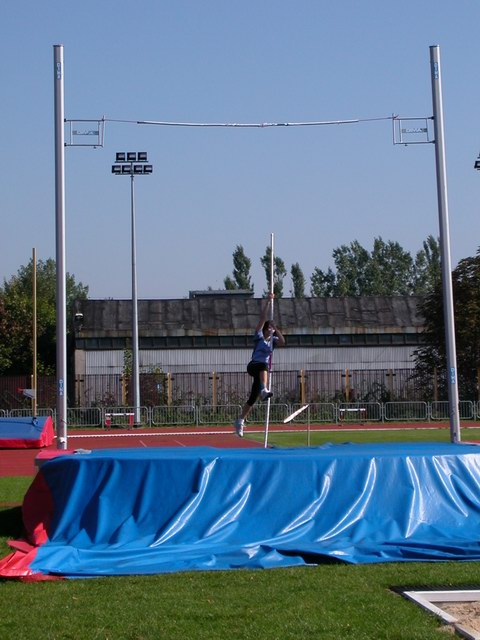
Monika Pyrek podczas treningu na Miejskim Stadionie Lekkoatletycznym w Szczecinie

#### Stadion
Monika Pyrek zdobyła podczas swojej kariery 11 złotych i 3 srebrne medale mistrzostw Polski seniorów – wyczyn ten czyni ją najbardziej utytułowaną zawodniczką w historii skoku o tyczce w Polsce.
| Mistrzostwa Polski  | Pozycja    | Wynik |
| ------------------- | ---------- | ----- |
| Bydgoszcz 1997      | 2. miejsce | 3,60  |
| Wrocław 1998        | 2. miejsce | 4,00  |
| Kraków 1999         | 1. miejsce | 3,70  |
| Kraków 2000         | 1. miejsce | 4,00  |
| Bydgoszcz 2001      | 1. miejsce | 4,61  |
| Szczecin 2002       | 1. miejsce | 4,50  |
| Bydgoszcz 2004      | 1. miejsce | 4,45  |
| Biała Podlaska 2005 | 1. miejsce | 4,70  |
| Bydgoszcz 2006      | 1. miejsce | 4,60  |
| Poznań 2007         | 1. miejsce | 4,60  |
| Szczecin 2008       | 1. miejsce | 4,70  |
| Bielsko-Biała 2010  | 1. miejsce | 4,20  |
| Bydgoszcz 2011      | 2. miejsce | 4,60  |
| Bielsko-Biała 2012  | 1. miejsce | 4,45  |

#### Hala
Tyczkarka wywalczyła 11 tytułów halowych mistrzostw Polski seniorów – wyczyn ten czyni ją najbardziej utytułowaną zawodniczką w historii skoku o tyczce w Polsce.
| Mistrzostwa Polski | Pozycja    | Wynik    |
| ------------------ | ---------- | -------- |
| Spała 1998         | 1. miejsce | 3,91     |
| Spała 1999         | 1. miejsce | 4,10     |
| Spała 2000         | 1. miejsce | 4,15     |
| Spała 2001         | 1. miejsce | 4,36     |
| Spała 2002         | 1. miejsce | 4,25     |
| Spała 2003         | 1. miejsce | 4,50     |
| Spała 2004         | 1. miejsce | 4,65     |
| Spała 2005         | 1. miejsce | 4,70 CR  |
| Spała 2006         | 1. miejsce | 4,40     |
| Spała 2008         | 1. miejsce | 4,70 =CR |
| Spała 2009         | 1. miejsce | 4,60     |
| Spała 2010         | 2. miejsce | 4,40     |
| Spała 2012         | 3. miejsce | 4,30     |

## Rekordy życiowe
| Miejsce                 | Wynik | Miejsce   | Data             | Wynik w historii |
| ----------------------- | ----- | --------- | ---------------- | ---------------- |
| Skok o tyczce (hala)    | 4,76  | Donieck   | 12 lutego 2006   |                  |
| Skok o tyczce (stadion) | 4,82  | Stuttgart | 22 września 2007 | 11.              |
| Skok wzwyż              | 1,70  |           | 1997             | –                |

## Światowy ranking lekkoatletyczny (do2006rankingIAAF)
- 2001 – 3. miejsce
- 2002 – 3. miejsce
- 2003 – 6. miejsce
- 2004 – 5. miejsce
- 2005 – 2. miejsce
- 2006 – 2. miejsce
- 2007 – 3. miejsce
- 2008 – 3. miejsce
- 2009 – 3. miejsce

## RankingTrack and Field News
- 2001 – 3. miejsce[75]
- 2002 – 3. miejsce[75]
- 2007 – 3. miejsce
- 2008 – 4. miejsce[76]

## Listy światowe
- 2001 – 3. miejsce (4,61 m)
- 2002 – 6. miejsce (4,62 m)
- 2003 – 7. miejsce (4,60 m)
- 2004 – 5. miejsce (4,72 m)
- 2005 – 3. miejsce (4,70 m)
- 2006 – 2. miejsce (4,75 m)
- 2007 – 3. miejsce (4,82 m)
- 2008 – 4. miejsce (4,75 m)
- 2009 – 5. miejsce (4,78 m)

## Odznaczenia
- Krzyż Kawalerski Orderu Odrodzenia Polski – 2009[77]
- Srebrna Odznaka „Za Zasługi dla Sportu” – 2019[78]